# The Sky Is Everywhere
The Sky Is Everywhere (bra: O Céu Está Em Todo Lugar) é um longa-metragem estadunidense coming-of-age de comédia dramática dirigido por Josephine Decker e escrito por Jandy Nelson, baseado em seu romance homônimo. É estrelado por Grace Kaufman, Pico Alexander, Jacques Colimon, Cherry Jones e Jason Segel. Seu lançamento ocorreu em 11 de fevereiro de 2022, pela A24 e Apple TV+.

## Elenco
- Grace Kaufman como Lennie Walker
- Jason Segel como Big Walker
- Cherry Jones como Gram Walker
- Jacques Colimon como Joe Fontaine
- Ji-young Yoo como Sarah
- Havana Rose Liu como Bailey Walker
- Pico Alexander como Toby Shaw
- Julia Schlaepfer como Rachel
- Tyler Lofton como Marcus

## Produção
Em agosto de 2015, Warner Bros. Pictures adquiriu os direitos de adaptação cinematográfica do livro. Em outubro de 2019, foi anunciado que A24 e a Apple TV+ produziriam o filme, com a direção de Josephine Decker e Jandy Nelson escrevendo o roteiro. Em julho de 2020, Grace Kaufman se juntou ao elenco do filme, no papel principal de Lennie. Em setembro e outubro de 2020, Jason Segel e Cherry Jones; e Jacques Colimon se juntaram ao elenco do filme, respectivamente. Em janeiro de 2021, a atriz Ji-young Yoo também entrou no projeto.

### Filmagem
As filmagens começaram em Eureka, Califórnia, em outubro de 2020 e foram concluídas em 22 de novembro de 2020.

## Lançamento
Seu lançamento ocorreu em 11 de Fevereiro de 2022 na plataforma de streaming Apple TV+.

## Recepção
No site agregador de críticas Rotten Tomatoes, 65% das 55 críticas dos críticos são positivas, com uma classificação média de 6,6/10. O consenso do site diz: "O céu está em toda parte nunca atinge as alturas de profundidade a que aspira, mas a estrela Grace Kaufman prova ser um ajuste perfeito para a visão da diretora Josephine Decker." O Metacritic, que usa uma média ponderada, atribuiu ao filme uma pontuação de 66 em 100, com base em 20 críticos, indicando "críticas geralmente favoráveis".